# アウグスト・ルーカス

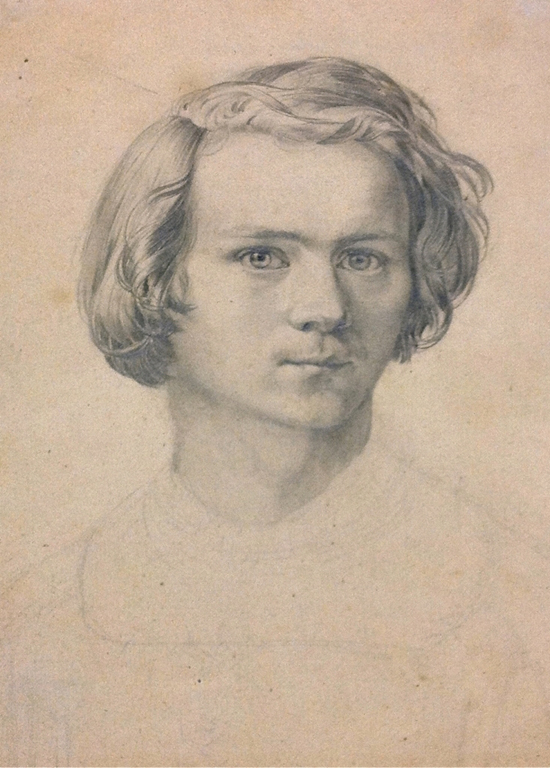
アウグスト・ルーカス(自画像)

アウグスト・ルーカス（August Lucas、1803年5月7日 - 1863年 9月28日）はドイツの画家である。

## 略歴
ダルムシュタットで仕立て屋の息子に生まれた。ダルムシュタットの画家ミューラー(Franz Hubert Müller)に学んだ後、1825年からミュンヘン美術院で学び、学生仲間となったダニエル・フォールとベルナー・オーバーラント（スイスの高地）を写生旅行した。ダルムシュタットに戻り、修行を続けた。
1829年にダルムシュタットの大公から奨学金を与えられ、ミラノからローマに旅し、1834年までイタリアに滞在した。イタリアでは考古学者のプレラー(Ludwig Preller:1809-1861)と知り合い、ロマン主義の風景画家、ヨーゼフ・アントン・コッホ(1768-1839)とも知り合った。ローマからイタリア中部のアルバーニ山地やサビーニ山を訪れ、1832年にはナポリ、ソレント、カプリも訪れた。健康を悪化させ、経済的にも苦しくなってきたので1834年にダルムシュタットに戻った。
ダルムシュタットではイタリア留学で学んだイタリアの風景を描き、ダルムシュタット周辺の風景も描いた。1841年にダルムシュタットで絵を教え始め、1861年にダルムシュタット画家協会(Darmstädter Künstlergesellschaft)を設立した。ルーカスの教えた美術家にはカール・ラウプ(Karl Raupp: 1837- 1918)、ノアック(August Noack: 1822 - 1905)、パウル・ヴェーバー(Paul Weber: 1823 - 1916)がいる。

## 作品
- 「滝のある風景」 (1825)
- リンデンフェルスの谷の風景 (1829)
- 「ハイデルベルクの森に集う家族」

- オレーヴァノ・ロマーノ近くの風景 (1840)
- Christine Chelius